# Arkan (danse)
Pour les articles homonymes, voir Arkan.

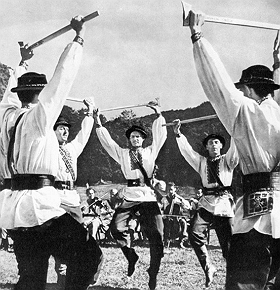
Danseurs d'arkan

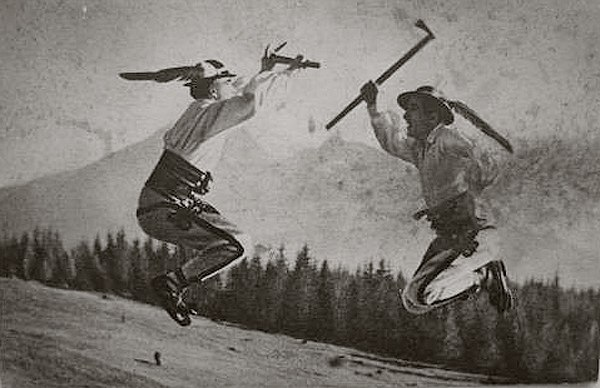
Danseurs d'arkan

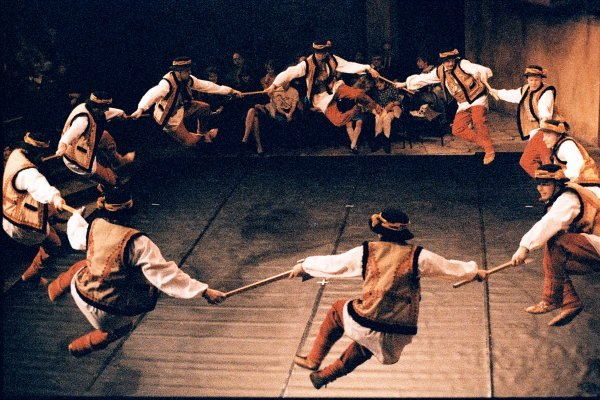
Danseurs d'arkan

Arkan (en ukrainien : Aркан, Aрґан) est une danse en cercle qui vient des peuples Hutsul de l'Ukraine (de Hutsulshchyna, une région dans le sud-ouest de l'Ukraine). Le mot signifie lasso, emprunté à la langue turque.
L'arkan est traditionnellement dansé autour d'un feu de joie par les hommes.
Le mot « arkan » est aussi en référence au pas que les hommes prennent en dansant autour du feu. La danse commence avec le pied droit faisant un pas sur le côté (ou un double piétinement), le pied gauche croise en derrière, le pied droit se déplace à nouveau sur le côté et le pied gauche saute devant le danseur avec un genou plié. Les bras des hommes sont sur les épaules des autres. Il y avait des nombreuses variations peuvent accompagner cette étape fondamentale dans les danses ukrainiennes professionnelles.
Il existe aussi une danse roumaine appelée Arcan.
Le groupe folk-punk britannique The Ukrainians a une chanson, Arkan, sur leur album Respublika.